# 沈敦和
沈敦和（1866年—1920年），字仲礼，浙江省鄞县人。中国清末、民国初时期国际关系学家、社会活动家。曾出任山西大学校长。沈敦和并是中国红十字会之缔造者。

## 生平
出身于茶商世家，早年赴美国留学，学习国际公法。曾留学英国剑桥大学，攻读政治和法律。回国后曾先后担任金陵同文馆教习、江南水师学堂提调、吴淞自强军营机处总办、上海四明公所董事、上海总商会理事等职务。
曾担任张家口洋务局督办一职。1901年，出任山西省洋务局督办，专负责办理山西境内教案，并负责同英国传教士李提摩太的协商。
1904年3月，沈敦和在上海发起成立以中国、英国、美国、德国、法国五国为首联合承办的上海万国红十字会，并被推举为中方的办事总董，故沈敦和日后被认为是中国红十字会的缔造者。此后，沈敦和先后担任大清红十字会副会长和中国红十字会副会长。沈敦和曾创办了中国红十字会时疫医院，并任院长。创办中国红十字会总医院，并出任院长。创办中国公立医院，兼任院长。
1906年，沈敦和被调任上海江南水师学堂的提调，并担任吴淞自强军营机处总办和天足会的董事。沈敦和曾先后担任淞沪铁路的总办、巴拿马出品协会事务所名誉经理等职务。1911年至1918年，沈敦和又多次出任上海闸北巡警卫生处总办。沈敦和也是万国防疫会议防疫董事。

### 山西大学堂
1902年5月，出任山西大学堂（今山西大学）督办（今校长）。在督办任职期间，沈敦和与李提摩太多次商议，遂筹建了西学专斋，专门从事西方学术的翻译研究教学工作，李提摩太出任西学书斋总理。后来，原有的中学专斋和新设的西学专斋合并，成为山西大学堂，是为今山西大学的前身。1903年春，沈敦和又主持购入地200余亩，开始兴建山西大学堂。1904年9月，山西大学堂的主要校舍建成，中学专斋和西学专斋同时迁入。沈敦和曾在上海创立山西大学堂译书院，翻译出版了数十种外文书籍。

## 逸事
- 沈敦和擅长画细笔山水画，并是位收藏家，相传曾藏有王羲之的作品
- 沈敦和曾花费巨资白银536,400两，购置土地，兴办医院（今上海华山医院），并于1910年落成，是为上海第一家由中国人建成开办的医院。

## 著作
沈敦和是洋务运动的力将，曾长期主持洋务局的工作，并进行了国际公法的研究，是这方面的先驱人物。
代表著有：
- 《俄罗斯国际略》
- 《英吉利国际略》